# Lloviu cuevavirus
Lloviu cuevavirus — вид негативно спрямованих одноланцюгових РНК-вірусів родини Філовіруси (Filoviridae).
Вперше вірус виявлений у 2002 році у мертвих довгокрилах звичайних у печері Cueva del Lloviu в Іспанії. Згодом виявлений також у кажанів з Португалії та Франції. Вірус може бути причиною пневмонії у рукокрилих. У 2011 році команда іспанських вчений запропонувала віднести вірус до нового виду та роду Lloviu cuevavirus у родині філовірусів, до якої належать смертельні для людей вірус Ебола та вірус Марбург. На відміну від них, Lloviu cuevavirus непатогенний для людини. У 2013 році Міжнародний комітет з таксономії вірусів затвердив валідним вид Lloviu cuevavirus.